# Wiesnerellaceae
Wiesnerellaceae là một họ rêu trong bộ Marchantiales.